# Nepotisme
Nepotisme (af latin: nepos, nevø) er en form for korruption, hvor man begunstiger ens familie eller venner f.eks. ved udnævnelse til tillidsposter eller ved indgåelse af kontrakter.
Eksempel i 1900-tallet var Saddam Husseins tildeling af ministerposter til familiemedlemmer og i 2024 Joe Bidens benådning af sin søn.

## Oprindelse
Oprindeligt anvendtes begrebet om pavers begunstigelse af nevøer eller andre slægtninge ved uddeling af gejstlige embeder, og i 1500-tallet var nepotisme vidt udbredt i italienske adels- og fyrsteslægter som Barberini, Borgia og Farnese. Paven forbød nepotisme i 1692.
Udtrykket opstod i middelalderen, hvor paver og biskopper, der skulle leve i cølibat og derfor ikke kunne have officielle børn, gjorde det til praksis at udnævne deres "nevøer" til ledende poster i kirken.
Flere paver udnævnte således deres nevøer til kardinaler. Bl.a. udnævnte Callixtus 3. to af sine nevøer fra Borgia-familien; den ene af dem blev senere pave Alexander 6.
.